# Tuschmåleri
I tuschmåleri (kinesiska: shuǐ mò huà 水墨畫 eller 水墨画; koreanska: sumukhwa 수묵화; japanska: sumi-e 墨絵 eller suiboku-ga 水墨画) använder man traditionellt pensel med svart, vattenburet tusch för både linjer och laveringar, på underlag av absorberande papper eller siden. Det är en ursprungligen kinesisk teknik med gamla anor, som tidigt spred sig till övriga Östasien, och har stor användning även i nutida konst.

Tallar (vänster halva av diptyk)
Tusch på papper (vikvägg), 157 x 356 cm
Hasegawa Tōhaku (sent 1500-tal)

## Material
Materialet är till stor del detsamma som i traditionell kinesisk kalligrafi.

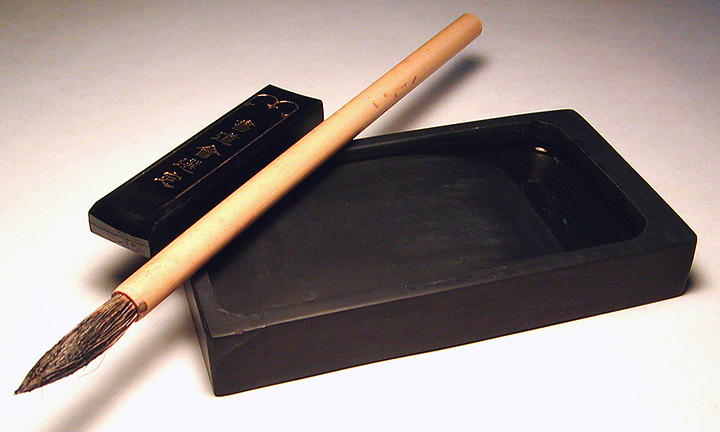
Pensel och tuschstång på en tuschsten.

### Tusch
Det traditionella tuschet består av sotpigment i ett vattenlösligt bindemedel av animaliska limämnen, och är alltså en typ av limfärg. Det köps ofta i torr och hoppressad form som så kallad tuschstång, som när man ska använda det rivs tillsammans med lite vatten på en tuschsten. Tuschstenens grovlek avgör partikelstorleken i det färdiga tuschet. Det går också att köpa färdigblandad, flytande tusch.
Till en början användes främst sot från tallträ, vilket gav en mycket svart och matt yta. Sedan Mingdynastin har det föredragna pigmentet istället framställts med vegetabiliska oljor; det har en något blåaktig ton och en yta med mer lyster. Det har utmärkt ljusäkthet och är opakt, täckande, i full styrka.

### Andra färger

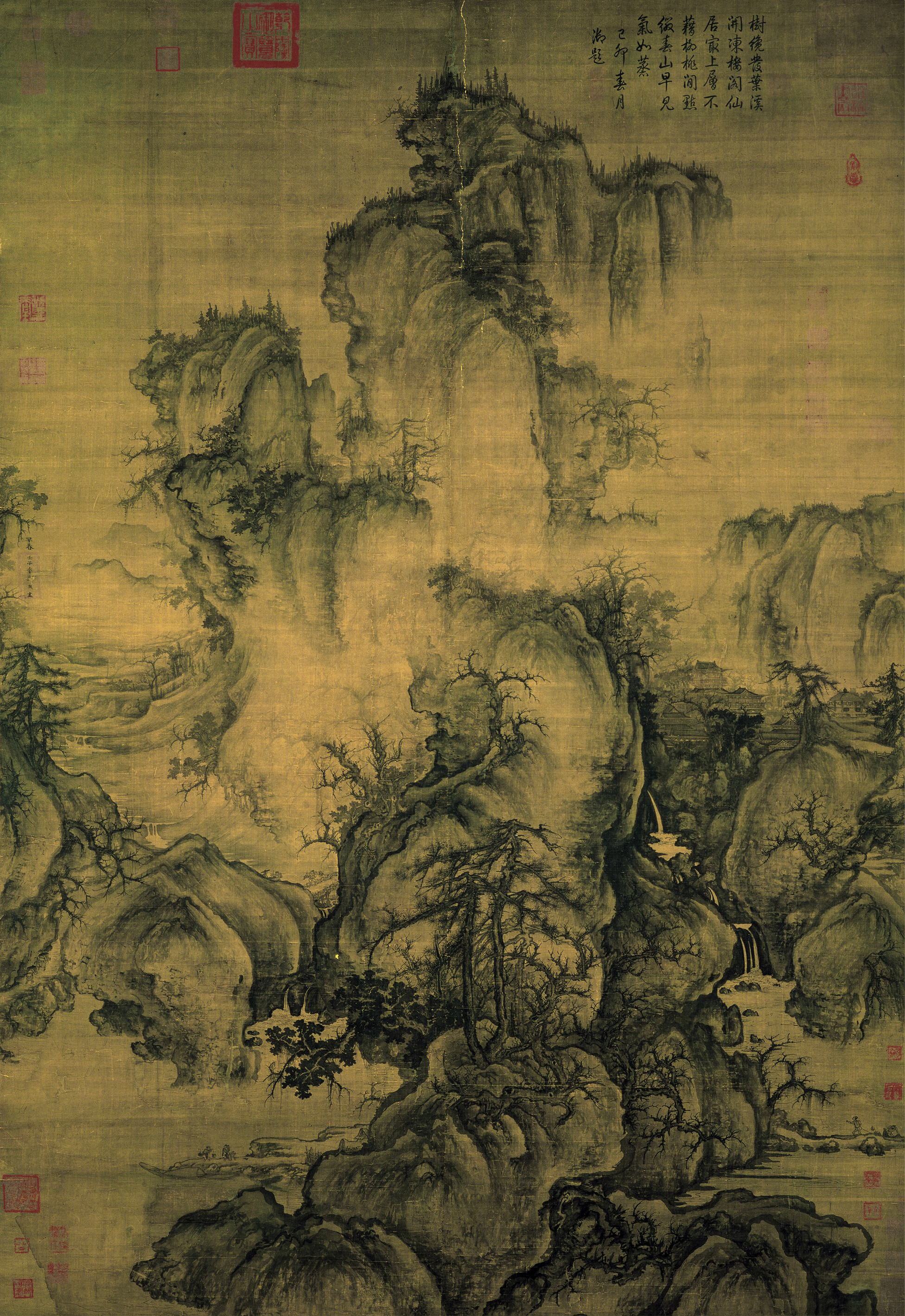
Tidig vår
Tusch och färg på siden
Guo Xi (1072)

Vid tillägg av eventuella kulörta färger används pigment blandade med samma limbindemedel som i tuschet. De finns att tillgå som stänger, som man river på tuschstenen, men oftare köper man dem som pulver, som man blandar med limbindemedlet när de ska användas.
Traditionellt har de vanligaste mineraliska pigmenten varit azuritblått, malakitgrönt, umbra och blyvitt, medan de vanligaste organiska pigmenten varit indigo och gummigutta.

### Penslar
Penslarna har en fyllig, rund borst som när de är fuktiga bildar en fin spets i toppen. Man väljer i allmänhet något mjukare penslar än vid kalligrafi, men de är av samma slag. De finns i olika storlekar och typer, men såvida man inte byter färg, anses det särskilt elegant att använda samma pensel för hela målningen.
Hår från flera olika djur kan användas, ensamt eller i kombination, beroende på önskad egenskap. För att nämna några exempel:
- Gethår ger en mjuk borst som kan ta upp mycket vätska.
- Sibirisk eldmård, "kolinsky", ger en borst som är styvare och spänstigare än gethår. Kallas ibland även varghår.
- Hare kan ge såväl hårda och långa hår som mjuka.

### Underlag

Landskap
Tusch på papper
Sesshū Tōyō (1495)

Underlaget är oftast ett absoberande papper, i vardagligt tal kallat rispapper, där handgjort xuanpapper (uppkallat efter stadsdistriktet Xuanzhou) sedan Tangdynastin haft särskilt högt anseende. Det tillverkas av barken från olika växter eller träd, till exempel mullbärsträd, beroende på typ av papper. Papperet framställs i varianter om ett, två eller fler skikt, där papper som utgörs av ett enstaka skikt är mest absorberande.
Ett rått xuanpapper kan vara mycket absorberande och passar bra för en snabb och spontan teknik. Om det bestryks med en alun-innehållande limblandning får man ett papper som är mindre absorberande, vilket ger målaren större kontroll över tuschet och tillåter finare detaljer. Den limpreparerade ytan är samtidigt slätare, vilket också påverkar resultatet. För gjorde konstnären detta själv, men idag är det vanligt att köpa färdigpreparerade papper.
Siden har med tiden blivit mindre vanligt än papper som underlag, bland annat för att ett välgjort papper anses motstå tidens tand bättre. Siden måste prepareras innan målning. Den grövre ytan gör att det med limgrundering ungefär motsvarar strukturen hos ett rått papper.
Idag förekommer det också att målarduk används för tuschmåleri.

## Historia

### Tangdynastin (618–907)
I den kinesiska konsten hade kalligrafi tidigt mycket hög status. Under Tangdynastin (618–907) blev det allt vanligare att använda samma material för målningar med landskapsmotiv, shanshui hua.

#### Norra och södra skolan

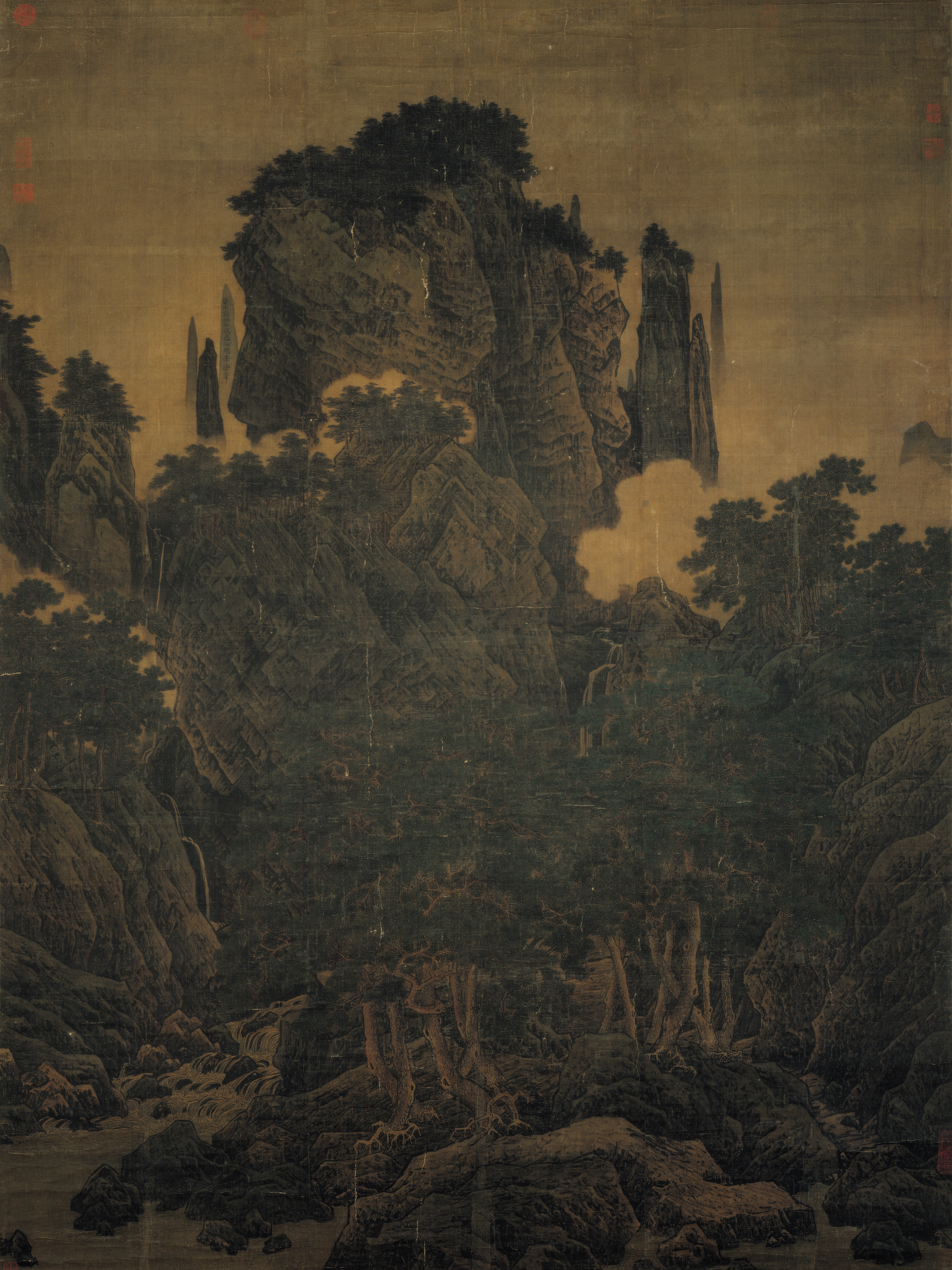
Vind i tallar bland en myriad av dalar
Tusch och färg på siden
Li Tang (1124)

Man brukar tala om två huvudstilar, eller skolor, som ska ha uppstått under Tangdynastin. Efter en teori framlagd i slutet av 1500-talet av Mo Shilong och praktiserad av den samtida konstkritikern Dong Qichang, benämns dessa "norra" respektive "södra" skolan, vilket inte härstammar från konstnärernas geografiska hemvist, utan till en uppdelning inom chánbuddhismen (zen) i skolor, vars filosofier enligt teorin kopplas till respektive stil. Det är begrepp som fortsatt att användas, även om indelningen ofta varit något godtycklig och inte alltid baserats på rent konstnärlig grund.
- Norra skolan kännetecknas av större detaljrikedom och en mer dekorativ stil, där man använder mer lodrät penselföring och linjer hålls tydliga med hög svärta. Ytorna däremellan beläggs sedan med färg, vilket under Tangdynastin ofta var blå och gröna färger samt eventuell guldton för framhävande av linjer.[3][9]

- Södra skolan motsvarar den så kallade litteratistilen, som har mer av monokromt tuschmåleri, med mer spontana inslag,  mindre inriktad på avbildning och mer på att fånga en känsla eller stämning. Här används mer lutande penselföring, linjer bryts gärna upp och laveringar av det svarta tuschet, som späds till olika toner, ersätter användningen av andra färger; man kan säga att det är en mer målerisk stil.[3][9]

### Songdynastin (960 –1279)

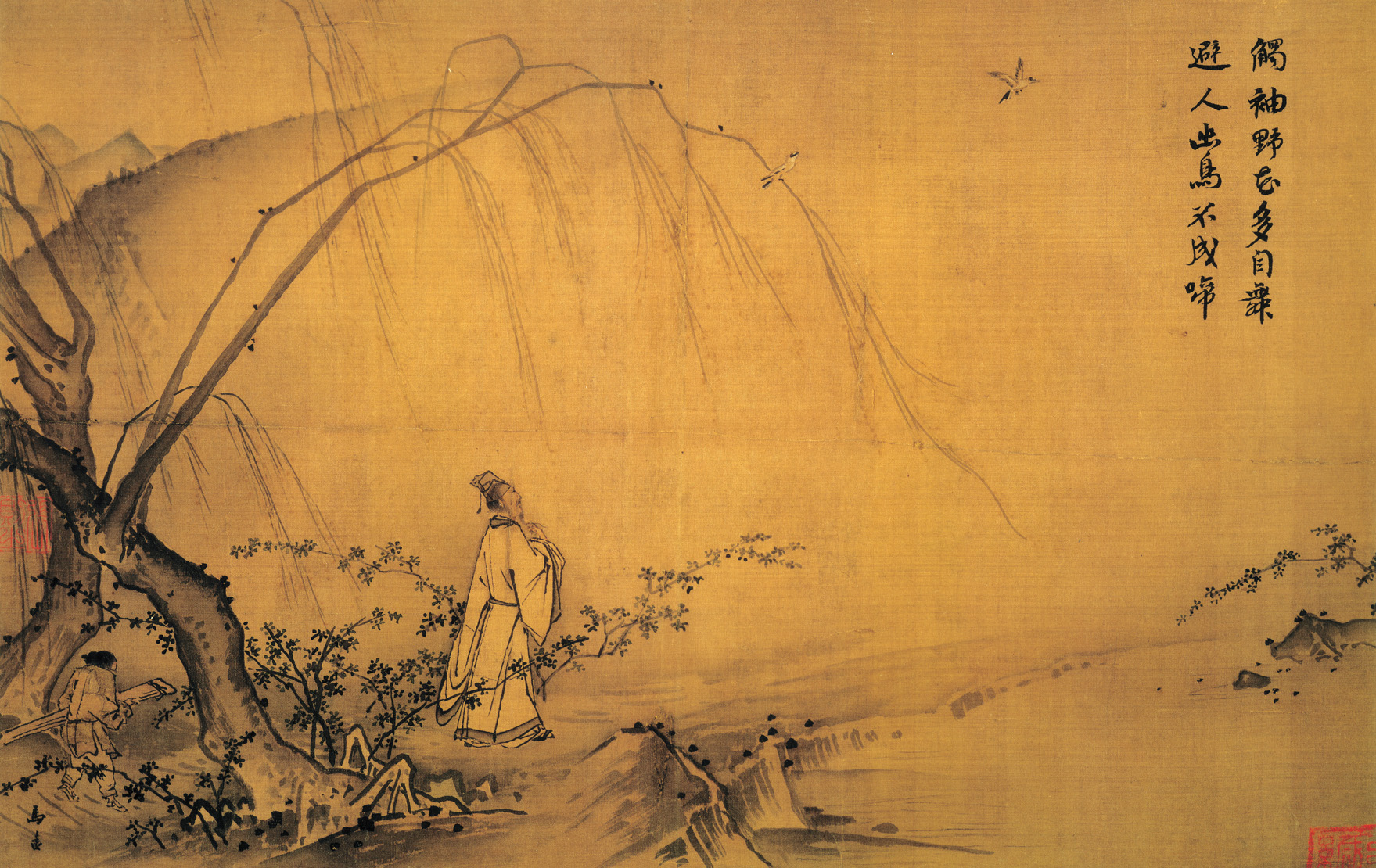
Gående på en bergsstig om våren
Tusch på siden
Ma Yuan (1190)

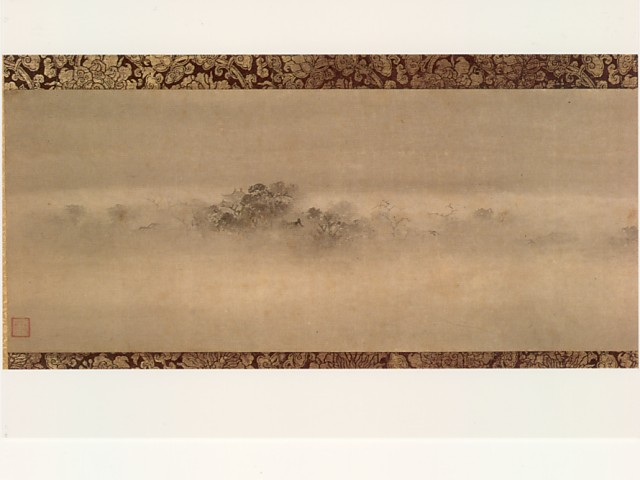
Kvällsklocka från dimhöljt tempel
Tusch på papper
Ur: Åtta vyer över Xiaoxiang
Muqi (1200-tal)

Tuschmåleriet hade en blomstringstid under Songdynastin (960–1279).
Under Norra Song (960–1127) tillkom många storslagna landskapsmålningar, med kraftfulla uttryck och gärna en kombination av realism och poetiska inslag.
Bland skriftlärda odlades litteratistilen, som med förankring i litteratur och poesi också lade större tyngdpunkt på förmedlandet av konstnärens andliga tolkning, som skulle vara kärnan i ett konstverk.
Under Södra Song (1127–1279) övergick måleriet i allmänhet till mer finstämda toner och fick gärna en romantisk och drömsk prägel.
Mot slutet av perioden uppstod hos en mindre grupp ett tuschmåleri betydligt starkare influerat av chanbuddhism än tidigare. Det kunde bland annat innebära en radikal reducering av motivet till det allra mest väsentliga, och hellre än en tvungen noggrannhet föredrogs det spontana skapandet. Målandet var även en del i utövandet av chanbuddhismen. Även om de ofta var klassiskt skolade, avvek deras verk alltför mycket från traditionen för att uppskattas i det annars konfucianskt präglade Kina, men i Japan, där zenbuddhismen var i tilltagande, rönte verken desto större uppskattning.

### Yuandynastin (1271–1368)
Under Yuandynastins (1271–1368) mongoliska styre förde den traditionella kinesiska konsten en mer tillbakadragen tillvaro, undan offentligheten. Måleriet vid hovet var i stort inriktat på avbildande och dekoration.
Samtidigt fortsatte litteratistilen att utvecklas bland de kinesiska lärda som inte var del av administrationen, i en expressiv och samtidigt medvetet enkel och underförstådd stil. Under den här tiden stärktes kopplingen mellan det kinesiska måleriet och kalligrafin.

### 1300-tal – 1600-tal

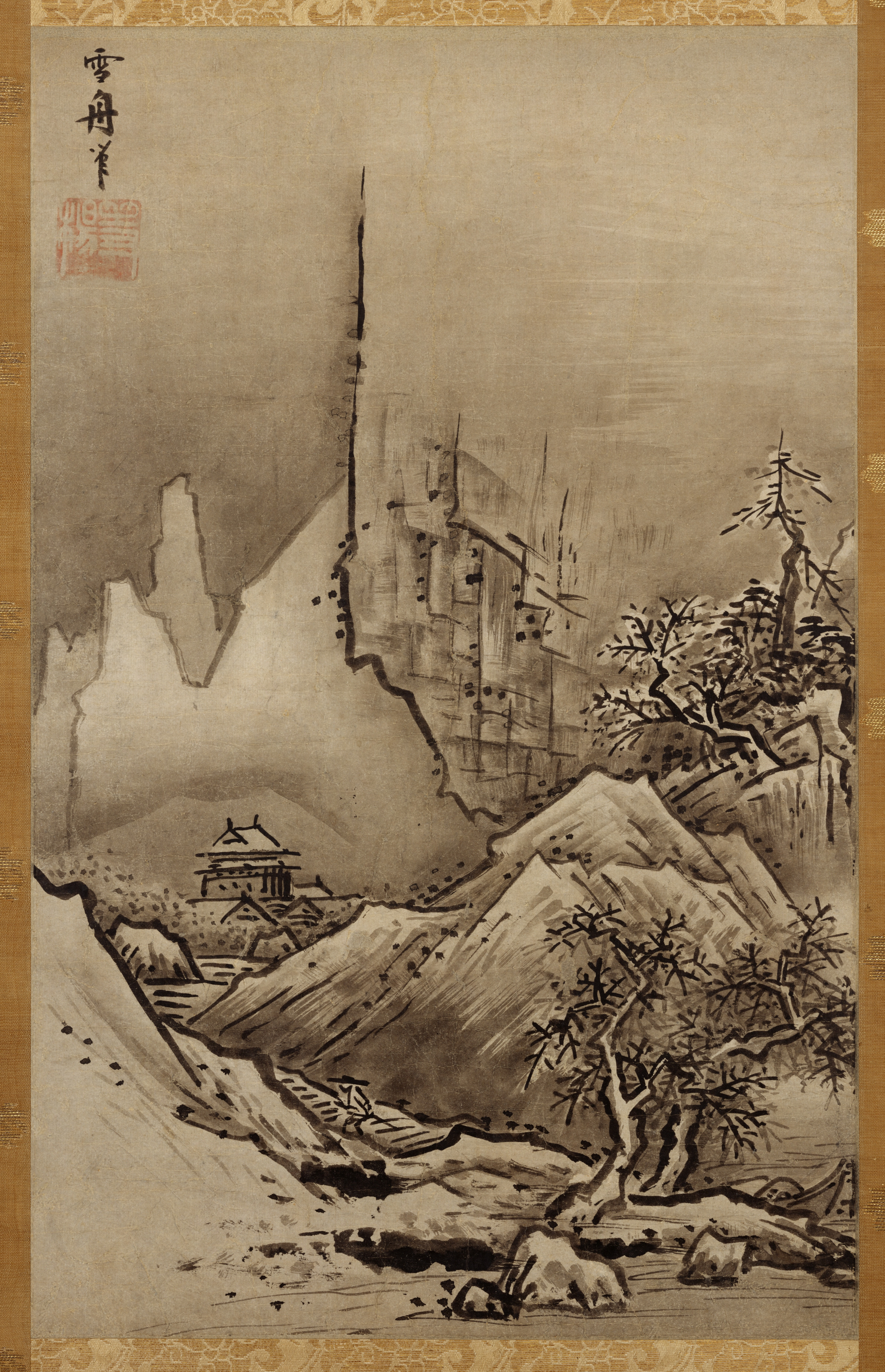
Vinterlandskap
Tusch på papper
Sesshū Tōyō (ca 1500)

I Kina framträdde två stilar under Mingdynastin (1368–1644), där den så kallade Wu-skolan fortsatte i litteratistilen, den så kallade södra skolan, medan Zhe-skolan kom att föredra stilen från Södra Songdynastins landskapsmåleri.
Den största utvecklingen inom tuschmåleriet skedde under den här tiden i Japan. Det kinesiska tuschmåleriet hade redan spridit sig med chán-/zenbuddhistiska munkar, liksom via handelsvägar och diplomatiska kontakter, till Korea och Japan, men från 1300-talet fick stilen som uppkommit under Södra Songdynastin mycket stort inflytande på konsten under den koreanska Joseondynastin (1392–1897) liksom i Japan där tuschmåleriet kom att blomstra under Ashikaga/Muromachi-perioden (1338–1573). Utvecklingen i Japan skedde samtidigt som zenbuddhismen växte sig starkare och även den chanbuddhistiska konsten från Kina fick stort inflytande.
I det japanska tuschmåleriet från den här perioden ses oftare en stil med kraftigare toner, mer dramatisk utformning och ett mer till det aktuella temat reducerat, eller koncentrerat, bildinnehåll, jämfört med det kinesiska måleriet som oftare uppvisar en mer återhållen och indirekt, poetisk stil. Denna skillnad är dock inte konsekvent, och det går att hitta exempel på motsatsen i både japanska och kinesiska verk.

### Från 1600-talet
I Korea växte stilen från den kinesiska södra skolan i popularitet från början av 1600-talet, men samtidigt söktes även en egen, koreansk stil. Influenser från europeisk konst togs upp i en första våg under 1700-talet. I Japan, däremot, gick tuschmåleriet under Edoperioden (1603–1868) mot en mindre spontan och istället mer formalistisk stil.

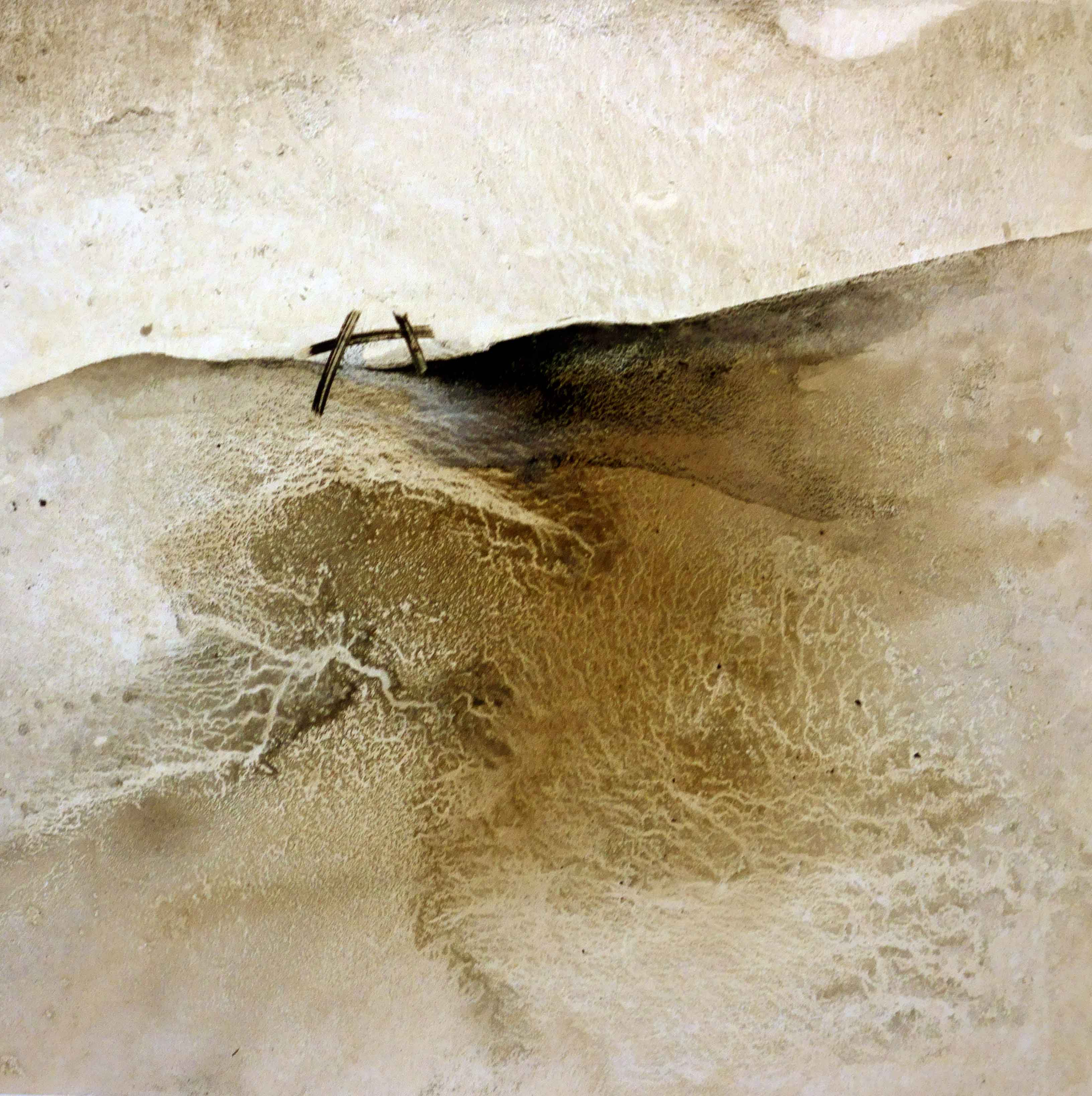
L'Origine du Monde
Tusch på duk
Li Chevalier (2015)

I Kina uppstod under Qingdynastin (1644–1912) tidigt en ortodox skola med en syntes av äldre stilar, från både norra och södra skolan, som fick mycket stort inflytande. Ett fåtal konstnärer, ofta omnämnda som individualister, avvek med ett tydligt litteratiideal. Ökade kontakter med andra länders konst, framför allt från slutet av 1800-talet, innebar dock mer av individuellt experimenterande med nya tekniker och stilar.
Influenser har gått åt båda hållen. Det östasiatiska tuschmåleriets uttryck och förmedlande av konstnärens upplevelse, liksom betonandet av själva sättet att måla, utöver det avbildande, hade inverkan på utvecklingen av både impressionism och expressionism i Europa, liksom senare på informell konst och abstrakt expressionism.
Tuschmåleriet har sedan mitten av 1900-talet breddats till form och innehåll, efter hand som konstnärer, bland annat i mötet med andra genrer, experimenterat med nya tekniker och använt mediet i nya sammanhang och med nya frågeställningar.